# La Chapelle-Caro
La Chapelle-Caro korábbi község Franciaországban, Morbihan megyében. Lakosainak száma 1428 fő (2018. január 1.). La Chapelle-Caro Montertelot, Ploërmel, Monterrein, Caro, Saint-Abraham, Sérent, Le Roc-Saint-André és Val d’Oust községekkel határos.
2016. január 1-jén Le Roc-Saint-André és Quily korábbi községgel egyesült és az így létrejött Val d’Oust új község része lett.

## Népesség
A település népességének változása:
| Lakosok száma | 939  | 886  | 1057 | 1143 | 1200 | 1305 | 1317 | 1344 | 1415 | 1428 |
|               | 1962 | 1968 | 1982 | 1990 | 1999 | 2008 | 2011 | 2013 | 2017 | 2018 |